# Torneo di Viareggio 2014
Il Torneo di Viareggio 2014, sessantaseiesima edizione del torneo calcistico riservato alle formazioni giovanili di squadre di tutto il mondo ed organizzato dalla CGC Viareggio, si è svolto dal 3 al 17 febbraio 2014. I sorteggi dei gironi sono stati effettuati il 3 gennaio 2014 mentre il calendario delle partite è stato reso noto il 27 gennaio. Il Milan si è aggiudicato il trofeo battendo per 3 a 1 in finale l'Anderlecht.
A differenza delle scorse edizioni quest'anno le squadre partecipanti sono 36 (invece di 48): venti italiane e sedici straniere, provenienti da tutti e cinque i continenti. Trentadue di queste prenderanno subito parte alla competizione mentre quattro teste di serie ("scelte in base al loro palmarès a giudizio insindacabile della Società organizzatrice") faranno il loro ingresso nella competizione dagli ottavi di finale. Le teste di serie sono Juventus, Milan, Fiorentina (vincitrici di 8 titoli a testa) e Inter (vincitrice di 6 titoli).
Il 12 febbraio allo stadio Giovanni Bui di San Giuliano Terme (alle ore 15:00) si è disputata un'amichevole tra la Nazionale Italiana Under-16 e i pari età macedoni con la vittoria dei macedoni per 2-1. Il goal per l'Italia è arrivato da Matarese
Il presidente della CGC Viareggio Alessandro Palagi, ha dichiarato con un comunicato che tutte le partite in programma in questa edizione del torneo non saranno soggette a scommesse.

## Premi
Durante la presentazione ufficiale del torneo del 27 gennaio, sono stati assegnati quattro premi speciali: quello riservato ai dirigenti (32° Torquato Bresciani) è andato a Carlo Tavecchio, quello per i giornalisti (52° Bruno Roghi) a Gianni Cerqueti e quello per gli allenatori (25° Gaetano Scirea) è stato assegnato a Gian Piero Ventura, mentre al dottor Michele Gemignani è stato conferito il 10º premio Centro Giovani Calciatori.
Alla fine del torneo è stato assegnato il Premio Fair Play "Credito Sportivo" 2014 al Milan e in rappresentanza della squadra è stato premiato Filippo Inzaghi.

## Copertura televisiva
La RAI, attraverso i canali Rai Sport 1 e Rai Sport 2 trasmetterà 19 partite del torneo tra le quali 12 della fase a gironi, due ottavi di finale, due quarti, le due semifinali e la finale.
Sarà possibile inoltre vedere tutte le partite sul sito ufficiale di Rai Sport.

## Squadre partecipanti
Squadre italiane
- Atalanta
- Empoli
- Fiorentina
- Genoa[12]
- Verona
- Inter
- Juventus
- Lazio
- Livorno
- Milan

- Napoli
- Palermo
- Parma
- Rappresentativa Serie D
- Roma
- Sampdoria
- Siena
- Spezia
- Torino
- Varese

Squadre europee
- Anderlecht -
- Belasica -
- Benfica -
- Nordsjælland -
- PSV -
- Rijeka -
- Stabæk -

Squadre americane
- Guaraní -
- Nacional -
- Desportivo Brasil -
- Envigado -
- L.I.A.C. New York -
- Santos Laguna -

Squadre oceaniane
- APIA Leichhardt -

Squadre asiatiche
- Paxtakor -

Squadre africane
- Rep. del Congo Under-17

## Formato[13]
Fase a gironi
- Le 32 squadre saranno divise in 8 gironi (1-8) da 4 squadre ciascuno.
  - Verranno quindi formati due gruppi: il gruppo A che comprenderà i primi quattro gironi (1-4) e il gruppo B che comprenderà gli altri quattro (5-8).

Fase a eliminazione diretta
- Si qualificano agli ottavi di finale le prime classificate di ogni girone e le due migliori seconde di ciascun gruppo.
  - A completare il quadro degli ottavi di finale saranno le quattro teste di serie (Fiorentina, Inter, Juventus e Milan) che si scontreranno con le quattro migliori seconde; le otto vincitrici dei gironi si sfideranno invece fra di loro.
- Le squadre vincitrici degli ottavi accederanno poi ai quarti di finale, semifinali e finale.

## Fase a gironi

### Gruppo A

#### Girone 1
| Squadra                 | P.ti | G | V | P | S | GF | GS | DR |
| ----------------------- | ---- | - | - | - | - | -- | -- | -- |
| Atalanta                | 7    | 3 | 2 | 1 | 0 | 7  | 5  | +2 |
| Nordsjælland            | 5    | 3 | 1 | 2 | 0 | 3  | 2  | +1 |
| Rappresentativa Serie D | 3    | 3 | 1 | 0 | 2 | 4  | 5  | -1 |
| Guaraní                 | 1    | 3 | 0 | 1 | 2 | 2  | 4  | -2 |

| Arbitro: | Pietropaolo (Modena) |

|          |           |                |
| Savi 45’ | Marcatori | 83’ Ingvartsen |

| Arbitro: | Fourneau (Roma 1) |

|             |           |  |
| Isoardi 72’ | Marcatori |  |

| Arbitro: | Marchi (Bologna) |

|                                    |           |                                  |
| Bangal 13’ 77’ (rig.) Marchini 79’ | Marcatori | 19’ Petricciuolo 74’ Gabrielloni |

| Capezzano Pianore 5 febbraio 2014, ore 20:00 CET 2ª giornata | Nordsjælland     | 0 – 0 referto | Guaraní | Stadio Cavanis\| Arbitro: \| Sassoli (Arezzo) \| |
| Arbitro:                                                     | Sassoli (Arezzo) |               |         |                                                  |

| Arbitro: | Robilotta (Sala Consilina) |

|                                  |           |                                 |
| Parigi 14’ Bangal 75’ Varano 89’ | Marcatori | 42’ Segovia 57’ Francisco Rojas |

| Arbitro: | Amabile (Vicenza) |

|                           |           |               |
| Lindberg 21’ Pedersen 24’ | Marcatori | 58’ Pacciardi |

#### Girone 2
| Squadra         | P.ti | G | V | P | S | GF | GS | DR  |
| --------------- | ---- | - | - | - | - | -- | -- | --- |
| Palermo         | 7    | 3 | 2 | 1 | 0 | 7  | 1  | +6  |
| Anderlecht      | 7    | 3 | 2 | 1 | 0 | 5  | 1  | +4  |
| Napoli          | 3    | 3 | 1 | 0 | 2 | 6  | 2  | +4  |
| APIA Leichhardt | 0    | 3 | 0 | 0 | 3 | 0  | 14 | -14 |

| Arbitro: | Pairetto (Nichelino) |

|  |           |            |
|  | Marcatori | 53’ Kawaya |

| Arbitro: | Acquapendente (Genova) |

|                                                       |           |  |
| Cucchiara 10’ Pirrello 50’, 82’ Malele 75’ Aquino 76’ | Marcatori |  |

| Arbitro: | Schirru (Nichelino) |

|  |           |              |
|  | Marcatori | 43’ Pirrello |

| Arbitro: | Capasso (Firenze) |

|                       |           |  |
| Soumarè 43’, 86’, 90’ | Marcatori |  |

| Arbitro: | Bianchini (Cesena) |

|                                                                       |           |  |
| D'Auria 17’ (rig.) Gliozzi 50’ De Iorio 61’, 77’, 79’ Di Giovanni 64’ | Marcatori |  |

| Arbitro: | Oggioni (Monza) |

|             |           |                   |
| Soumarè 64’ | Marcatori | 94’ (rig.) Malele |

#### Girone 3
| Squadra  | P.ti | G | V | P | S | GF | GS | DR |
| -------- | ---- | - | - | - | - | -- | -- | -- |
| Envigado | 6    | 3 | 2 | 0 | 1 | 3  | 2  | +1 |
| Livorno  | 6    | 3 | 2 | 0 | 1 | 6  | 5  | +1 |
| Roma     | 4    | 3 | 1 | 1 | 1 | 4  | 3  | +1 |
| Benfica  | 1    | 3 | 0 | 1 | 2 | 1  | 4  | -3 |

| San Giuliano Terme 3 febbraio 2014, ore 17:15 CET 1ª giornata | Roma               | 0 – 0 referto | Benfica | Stadio Giovanni Bui\| Arbitro: \| Meleleo (Casarano) \| |
| Arbitro:                                                      | Meleleo (Casarano) |               |         |                                                         |

| Arbitro: | Gualtieri (Asti) |

|  |           |                        |
|  | Marcatori | 29’ Moreno 38’ Londoño |

| Arbitro: | Dionisi (L'Aquila) |

|                               |           |                                   |
| Ferri 38’ Elio Capradossi 70’ | Marcatori | 5’ Biasci 14’ Stampa 23’ Gasbarro |

| Arbitro: | Lombardo (Sesto San Giovanni) |

|  |           |            |
|  | Marcatori | 88’ Zapata |

| Arbitro: | De Luca (Ercolano) |

|                         |           |  |
| Radonjic 51’ Boldor 90’ | Marcatori |  |

| Arbitro: | Affatato (Domodossola) |

|               |           |                                      |
| Mirosavic 67’ | Marcatori | 75’ Gasbarro 83’ Stoppini 92’ Cianci |

#### Girone 4
| Squadra       | P.ti | G | V | P | S | GF | GS | DR |
| ------------- | ---- | - | - | - | - | -- | -- | -- |
| Torino        | 5    | 3 | 1 | 2 | 0 | 6  | 2  | +4 |
| Santos Laguna | 5    | 3 | 1 | 2 | 0 | 8  | 5  | +3 |
| Siena         | 5    | 3 | 1 | 2 | 0 | 5  | 3  | +2 |
| Stabæk        | 0    | 3 | 0 | 0 | 3 | 2  | 11 | -9 |

| Arbitro: | Zingrillo (Seregno) |

|                                                |           |  |
| Gyasi 37’ Colombi 67’, 90+3’ Rosa Gastaldo 74’ | Marcatori |  |

| Arbitro: | Cenami (Rieti) |

|                |           |                        |
| Monni 62’, 64’ | Marcatori | 18’ Robinson 50’ Salas |

| Viareggio 5 febbraio 2014, ore 15:00 CET 2ª giornata | Torino            | 0 – 0 referto | Siena | Stadio Torquato Bresciani\| Arbitro: \| Moraglia (Verona) \| |
| Arbitro:                                             | Moraglia (Verona) |               |       |                                                              |

| Arbitro: | Marchetti (Ostia Lido) |

|            |           |                                        |
| Hjorth 37’ | Marcatori | 8’, 39’ Najera 30’ Lacayo 87’ Robinson |

| Arbitro: | Moretti (Foligno) |

|                        |           |                       |
| Graziano 18’ Gyasi 55’ | Marcatori | 10’ Najera 79’ Lacayo |

| Arbitro: | Capezzi (San Giovanni Valdarno) |

|            |           |                         |
| Mehnert 5’ | Marcatori | 3’, 16’ Monni 48’ Mucci |

### Gruppo B

#### Girone 5
| Squadra                 | P.ti | G | V | P | S | GF | GS | DR |
| ----------------------- | ---- | - | - | - | - | -- | -- | -- |
| Sampdoria               | 9    | 3 | 3 | 0 | 0 | 5  | 0  | +5 |
| Rijeka                  | 6    | 3 | 2 | 0 | 1 | 7  | 4  | +3 |
| Genoa                   | 3    | 3 | 1 | 0 | 2 | 3  | 5  | -2 |
| Rep. del Congo Under-17 | 0    | 3 | 0 | 0 | 3 | 3  | 9  | -6 |

| Arbitro: | Kamal (Torino) |

|                     |           |  |
| Lombardo 63’ (rig.) | Marcatori |  |

| Arbitro: | Sozza (Seregno) |

|                                       |           |  |
| Tommasone 18’ Sokoli 38’ Panico 90+2’ | Marcatori |  |

| Arbitro: | Volpi (Arezzo) |

|                                     |           |  |
| Ciccone 41’ Oneto 60’ Corsini 90+4’ | Marcatori |  |

| Arbitro: | Annaloro (Collegno) |

|                                                           |           |                                           |
| Marcius 8’ Postonjski 27’ (rig.) Brdar 32’, 80’ Mršić 65’ | Marcatori | 12’ Ganvoula 81’ Okoumou 90’ (rig.) Ngoma |

| Arbitro: | Rossi (Novara) |

|             |           |  |
| Cataldo 18’ | Marcatori |  |

| Arbitro: | Maggioni (Lecco) |

|                         |           |  |
| Mršić 84’ Filipovic 89’ | Marcatori |  |

#### Girone 6
| Squadra  | P.ti | G | V | P | S | GF | GS | DR |
| -------- | ---- | - | - | - | - | -- | -- | -- |
| Nacional | 7    | 3 | 2 | 1 | 0 | 5  | 2  | +3 |
| Varese   | 4    | 3 | 1 | 1 | 1 | 3  | 4  | -1 |
| Lazio    | 3    | 3 | 1 | 0 | 2 | 3  | 4  | -1 |
| Belasica | 2    | 3 | 0 | 2 | 1 | 2  | 3  | -1 |

| Arbitro: | Valiante (Nocera Inferiore) |

|               |           |  |
| Filippini 85’ | Marcatori |  |

| Arbitro: | Frosini (Pistoia) |

|  |           |                          |
|  | Marcatori | 32’ Alvarez 55’ Gonzalez |

| Arbitro: | Sartori (Padova) |

|             |           |                     |
| Paterni 47’ | Marcatori | 38’ Marku 57’ Cason |

| Arbitro: | Detta (Mantova) |

|           |           |              |
| Kocev 57’ | Marcatori | 42’ Delvalle |

| Arbitro: | Andreini (Forlì) |

|             |           |                                 |
| Lombardi 6’ | Marcatori | 27’ (rig.) Alvarez 62’ Delvalle |

| Arbitro: | D'Apice (Arezzo) |

|            |           |           |
| Comani 40’ | Marcatori | 60’ Kocev |

#### Girone 7
| Squadra           | P.ti | G | V | P | S | GF | GS | DR |
| ----------------- | ---- | - | - | - | - | -- | -- | -- |
| Empoli            | 6    | 3 | 2 | 0 | 1 | 4  | 3  | +1 |
| Verona            | 6    | 3 | 2 | 0 | 1 | 14 | 7  | +7 |
| PSV               | 3    | 3 | 1 | 0 | 2 | 6  | 6  | 0  |
| L.I.A.C. New York | 3    | 3 | 1 | 0 | 2 | 5  | 13 | -8 |

| Arbitro: | Chindemi (Viterbo) |

|  |           |                       |
|  | Marcatori | 14’ Hiwat 47’ Wouters |

| Arbitro: | Meraviglia (Pistoia) |

|                                                                                            |           |                       |
| Gatto 4’, 11’, 40’ Alba 28’, 29’ Varricchio 34’ Zaccagni 45’ Birlea 63’, 85’ Formigoni 83’ | Marcatori | 9’ Mills 73’ Lamberti |

| Arbitro: | Fiorini (Frosinone) |

|                            |           |            |
| Santi 43’ Frugoli 56’, 83’ | Marcatori | 54’ Donsah |

| Arbitro: | Provesi (Treviglio) |

|                              |           |                                  |
| Van Der Moot 51’ Hiwat 90+5’ | Marcatori | 2’ Saqui 39’ Falanga 45’ Konbloa |

| Arbitro: | Minotti (Roma 2) |

|              |           |  |
| Rugoli 45+2’ | Marcatori |  |

| Arbitro: | Viotti (Tivoli) |

|                       |           |                                   |
| Hiwat 47’ Rommens 75’ | Marcatori | 7’ Fares 90+3’ Donsah 90+4’ Gatto |

#### Girone 8
| Squadra           | P.ti | G | V | P | S | GF | GS | DR |
| ----------------- | ---- | - | - | - | - | -- | -- | -- |
| Parma             | 9    | 3 | 3 | 0 | 0 | 9  | 3  | +6 |
| Paxtakor          | 6    | 3 | 2 | 0 | 1 | 5  | 4  | +1 |
| Desportivo Brasil | 3    | 3 | 1 | 0 | 2 | 4  | 4  | 0  |
| Spezia            | 0    | 3 | 0 | 0 | 3 | 1  | 8  | -7 |

| Arbitro: | Cipriani (Empoli) |

|                               |           |             |
| Dias 21’ Cerri 63’ Silipo 80’ | Marcatori | 43’ Thchatw |

| Arbitro: | Zingarelli (Siena) |

|  |           |                        |
|  | Marcatori | 20’ Juninho 42’ Arthur |

| Arbitro: | Liguori (Bergamo) |

|                                 |           |  |
| Cerri 1’ Silipo 35’ Rovelli 67’ | Marcatori |  |

| Arbitro: | Colosimo (Torino) |

|                |           |  |
| Makhstaliev 5’ | Marcatori |  |

| Arbitro: | Massimi (Termoli) |

|                                    |           |                               |
| Lombardi 7’ Silipo 15’ Rovelli 44’ | Marcatori | 53’ Arthur 73’ (rig.) Juninho |

| Arbitro: | Mantelli (Brescia) |

|                                          |           |             |
| Abdullaev 20’ Khakimov 70’ Boltaboev 86’ | Marcatori | 73’ Miocchi |

## Fase a eliminazione diretta
|  | Ottavi di finale | Ottavi di finale | Ottavi di finale |                  |             | Quarti di finale | Quarti di finale | Quarti di finale |  |  | Semifinali | Semifinali | Semifinali |  |  | Finale | Finale | Finale |  |
|  |                  |                  |                  |                  |             |                  |                  |                  |  |  |            |            |            |  |  |        |        |        |  |
|  | Fiorentina       | Fiorentina       | 3                |                  |             |                  |                  |                  |  |  |            |            |            |  |  |        |        |        |  |
|  | Fiorentina       | Fiorentina       | 3                |                  |             |                  |                  |                  |  |  |            |            |            |  |  |        |        |        |  |
|  | Livorno          | Livorno          | 1                |                  |             |                  |                  |                  |  |  |            |            |            |  |  |        |        |        |  |
|  | Livorno          | Livorno          | 1                |                  | Fiorentina  | Fiorentina       | 2                |                  |  |  |            |            |            |  |  |        |        |        |  |
|  |                  |                  |                  |                  | Fiorentina  | Fiorentina       | 2                |                  |  |  |            |            |            |  |  |        |        |        |  |
|  |                  |                  | Parma            | Parma            | 1           |                  |                  |                  |  |  |            |            |            |  |  |        |        |        |  |
|  | Parma            | Parma            | Parma            | Parma            | 1           | 4                |                  |                  |  |  |            |            |            |  |  |        |        |        |  |
|  | Parma            | Parma            |                  |                  |             |                  |                  |                  |  |  |            |            |            |  |  |        |        |        |  |
|  | Torino           | Torino           | 1                |                  |             |                  |                  |                  |  |  |            |            |            |  |  |        |        |        |  |
|  | Torino           | Torino           | 1                |                  | Fiorentina  | Fiorentina       | 2                |                  |  |  |            |            |            |  |  |        |        |        |  |
|  |                  |                  |                  |                  |             |                  |                  |                  |  |  |            |            |            |  |  |        |        |        |  |
|  |                  |                  | Milan            | Milan            | 4           |                  |                  |                  |  |  |            |            |            |  |  |        |        |        |  |
|  | Milan            | Milan            | Milan            | Milan            | 4           | 3                |                  |                  |  |  |            |            |            |  |  |        |        |        |  |
|  | Milan            | Milan            |                  |                  |             |                  |                  |                  |  |  |            |            |            |  |  |        |        |        |  |
|  | Rijeka           | Rijeka           | 1                |                  |             |                  |                  |                  |  |  |            |            |            |  |  |        |        |        |  |
|  | Rijeka           | Rijeka           | 1                |                  | Milan       | Milan            | 1                |                  |  |  |            |            |            |  |  |        |        |        |  |
|  |                  |                  |                  |                  | Milan       | Milan            | 1                |                  |  |  |            |            |            |  |  |        |        |        |  |
|  |                  |                  | Envigado         | Envigado         | 0           |                  |                  |                  |  |  |            |            |            |  |  |        |        |        |  |
|  | Sampdoria        | Sampdoria        | Envigado         | Envigado         | 0           | 0                |                  |                  |  |  |            |            |            |  |  |        |        |        |  |
|  | Sampdoria        | Sampdoria        |                  |                  |             |                  |                  |                  |  |  |            |            |            |  |  |        |        |        |  |
|  | Envigado         | Envigado         | 3                |                  |             |                  |                  |                  |  |  |            |            |            |  |  |        |        |        |  |
|  | Envigado         | Envigado         | 3                |                  | Milan (dts) | Milan (dts)      | 3                |                  |  |  |            |            |            |  |  |        |        |        |  |
|  |                  |                  |                  |                  |             |                  |                  |                  |  |  |            |            |            |  |  |        |        |        |  |
|  |                  |                  | Anderlecht       | Anderlecht       | 1           |                  |                  |                  |  |  |            |            |            |  |  |        |        |        |  |
|  | Juventus         | Juventus         | Anderlecht       | Anderlecht       | 1           | 0 (2)            |                  |                  |  |  |            |            |            |  |  |        |        |        |  |
|  | Juventus         | Juventus         |                  |                  |             |                  |                  |                  |  |  |            |            |            |  |  |        |        |        |  |
|  | Verona (dtr)     | Verona (dtr)     | 0 (4)            |                  |             |                  |                  |                  |  |  |            |            |            |  |  |        |        |        |  |
|  | Verona (dtr)     | Verona (dtr)     | 0 (4)            |                  | Verona      | Verona           | 0                |                  |  |  |            |            |            |  |  |        |        |        |  |
|  |                  |                  |                  |                  | Verona      | Verona           | 0                |                  |  |  |            |            |            |  |  |        |        |        |  |
|  |                  |                  | Palermo          | Palermo          | 4           |                  |                  |                  |  |  |            |            |            |  |  |        |        |        |  |
|  | Palermo          | Palermo          | Palermo          | Palermo          | 4           | 1                |                  |                  |  |  |            |            |            |  |  |        |        |        |  |
|  | Palermo          | Palermo          |                  |                  |             |                  |                  |                  |  |  |            |            |            |  |  |        |        |        |  |
|  | Empoli           | Empoli           | 0                |                  |             |                  |                  |                  |  |  |            |            |            |  |  |        |        |        |  |
|  | Empoli           | Empoli           | 0                |                  | Palermo     | Palermo          | 1 (3)            |                  |  |  |            |            |            |  |  |        |        |        |  |
|  |                  |                  |                  |                  |             |                  |                  |                  |  |  |            |            |            |  |  |        |        |        |  |
|  |                  |                  | Anderlecht (dtr) | Anderlecht (dtr) | 1 (5)       |                  |                  |                  |  |  |            |            |            |  |  |        |        |        |  |
|  | Inter            | Inter            | Anderlecht (dtr) | Anderlecht (dtr) | 1 (5)       | 3                |                  |                  |  |  |            |            |            |  |  |        |        |        |  |
|  | Inter            | Inter            |                  |                  |             |                  |                  |                  |  |  |            |            |            |  |  |        |        |        |  |
|  | Anderlecht       | Anderlecht       | 4                |                  |             |                  |                  |                  |  |  |            |            |            |  |  |        |        |        |  |
|  | Anderlecht       | Anderlecht       | 4                |                  | Anderlecht  | Anderlecht       | 3                |                  |  |  |            |            |            |  |  |        |        |        |  |
|  |                  |                  |                  |                  | Anderlecht  | Anderlecht       | 3                |                  |  |  |            |            |            |  |  |        |        |        |  |
|  |                  |                  | Atalanta         | Atalanta         | 2           |                  |                  |                  |  |  |            |            |            |  |  |        |        |        |  |
|  | Nacional         | Nacional         | Atalanta         | Atalanta         | 2           | 0                |                  |                  |  |  |            |            |            |  |  |        |        |        |  |
|  | Nacional         | Nacional         |                  |                  |             |                  |                  |                  |  |  |            |            |            |  |  |        |        |        |  |
|  | Atalanta         | Atalanta         | 3                |                  |             |                  |                  |                  |  |  |            |            |            |  |  |        |        |        |  |

### Ottavi di finale
| Arbitro: | Martinelli (Roma 2) |

|                                        |           |            |
| Gondo 23’ (rig.) Berardi 55’ Bangu 74’ | Marcatori | 16’ Bruzzi |

| Arbitro: | Giua (Pisa) |

|                             |                      |                          |
| Romagna Buena Dōnīs Kabashi | Tiri di rigore 2 – 4 | Gatto Fares Miketic Sall |

| Arbitro: | Piscopo (Imperia) |

|  |           |                           |
|  | Marcatori | 40’ Rubio 86’, 90’ Zapata |

| Arbitro: | Bertani (Pisa) |

|                                              |           |                                      |
| Knudsen 5’ Bonazzoli 57’ Acampora 88’ (rig.) | Marcatori | 7’ Kindermans 40’ Jaadi 56’ 67’ Leya |

| Arbitro: | Bichisecchi (Livorno) |

|                                  |           |                  |
| Cerri 12’, 16’, 88’ Mazzocco 76’ | Marcatori | 56’ (rig.) Aramu |

| Arbitro: | Guccini (Albano Laziale) |

|  |           |                                    |
|  | Marcatori | 28’ (rig.), 56’ Bangal 90’ Lunetta |

| Arbitro: | Marini (Roma 1) |

|                              |           |                      |
| Simič 48’ Benedičič 72’, 86’ | Marcatori | 2’ (rig.) Postonjski |

| Arbitro: | Proietti (Terni) |

|              |           |  |
| Cucchiara 4’ | Marcatori |  |

### Quarti di finale
| Arbitro: | Cifelli (Campobasso) |

|           |           |  |
| Bende 30’ | Marcatori |  |

| Arbitro: | Mangialardi (Pistoia) |

|                               |           |                       |
| Jaadi 27’ 94’ (rig.) Leya 65’ | Marcatori | 41’ 58’ (rig.) Varano |

| Arbitro: | Caso (Verona) |

|                        |           |           |
| Mancini 9’ De Poli 76’ | Marcatori | 53’ Cerri |

| Arbitro: | Dei Giudici (Latina) |

|  |           |                                                                 |
|  | Marcatori | 4’ Petermann 12’ Bentivegna 57’ Cucchiara 63’ (aut.) Tentardini |

### Semifinali
| Arbitro: | Sacchi (Macerata) |

|                     |           |                                                |
| Gondo 62’ Fazzi 68’ | Marcatori | 30’ Barisic 40’ Benedičič 86’ Modić 90’ Pinato |

| Arbitro: | Pezzuto (Lecce) |

|                                         |                      |                                           |
| Malele 78’ (rig.)                       | Marcatori            | 28’ Dendoncker                            |
| Petermann Bentivegna Malele Ze Domingos | Tiri di rigore 3 – 5 | Jaadi Matthys Bourard Carvalho Kindermans |

### Finale
| Arbitro: | Orsato (Schio) |

| |            | |
| Petagna 71’ Fabbro 93’ Mastalli 99’ | Marcatori  | 63’ Leya |
| · Gori · Calabria · De Santis · Pacifico · Tamás · Mastalli · Modić · 3’, 75’ Benedičič · 37’ Bende Bende · 69’ Vido · Petagna · A disposizione · Ferrari · Piccinocchi · Iotti · 37’ Pinato · Di Molfetta · Simič · Saporetti · 82’, 93’ 69’ Fabbro · Cernigoi · Pedone · Barisic · Aniekan · Livieri | Formazioni | · Gies · Carvalho 98’ · Isci · Haagen · Matthys · Bastien 29’, 78’ · Dendoncker · Jaadi · Soumarè 105’ · H'Maidat 86’ · Leya · A disposizione · Bossin · Kindermans 86’ · Falsaperla · Bourard · Lapage 105’ · Mikal 98’ |
| Inzaghi | Allenatori | Peeters |

## Classifica marcatori
| Gol | Rigori |  | Giocatore          | Squadra       |
| --- | ------ |  | ------------------ | ------------- |
| 6   |        |  | Alberto Cerri      | Parma         |
| 5   | 2      |  | Faisal Bangal      | Atalanta      |
| 4   |        |  | Simone Monni       | Siena         |
| 4   |        |  | Mohamed Soumarè    | Anderlecht    |
| 4   |        |  | Alessandro Gatto   | Verona        |
| 3   |        |  | Roberto Pirrello   | Palermo       |
| 3   |        |  | Sergio Cucchiara   | Palermo       |
| 3   | 2      |  | Cephas Malele      | Palermo       |
| 3   |        |  | Salvatore De Iorio | Napoli        |
| 3   |        |  | Ryan Hiwat         | PSV           |
| 3   |        |  | Rafael Najera      | Santos Laguna |
| 3   |        |  | Francesco Silipo   | Parma         |
| 3   | 1      |  | Diego Frugoli      | Empoli        |
| 3   |        |  | Camilo Zapata      | Envigado      |
| 3   | 1      |  | Federico Varano    | Atalanta      |
| 3   |        |  | Žan Benedičič      | Milan         |